# Rugby Challenge (Afrique du Sud)
Pour les articles homonymes, voir Rugby Challenge.
Le Rugby Challenge, est une compétition annuelle de rugby à XV créée en 2017 qui se joue principalement en Afrique du Sud. Elle succède à la Vodacom Cup.
La compétition se joue parallèlement au Super Rugby, alors que les meilleurs joueurs sont appelés par les franchises (d'avril à juillet). Les joueurs alignés lors des matchs sont bien souvent une combinaison de joueurs du Super Rugby revenant de blessure, de joueurs de réserve essayant de maintenir leur niveau de forme physique et de jeunes joueurs. Les clubs "récupèrent" par la suite leurs joueurs afin de participer à la Currie Cup (d'août à novembre).

## Historique
La quatrième édition, prévue en avril 2020, a été annulée, comme tout le reste de l'activité sportive, en raison des restrictions face à la pandémie de COVID-19 .

## Format

### Participants
| \| Blue Bulls Boland Cavaliers Border Bulldogs Eastern Province Kings Falcons Cheetahs Golden Lions Griffons Griquas Léopards Pumas Sharks Welwitschias SWD Eagles W. Province Zimbabwe Ac. \| Localisation des équipes |
| Blue Bulls Boland Cavaliers Border Bulldogs Eastern Province Kings Falcons Cheetahs Golden Lions Griffons Griquas Léopards Pumas Sharks Welwitschias SWD Eagles W. Province Zimbabwe Ac.                                |

| Équipes édition 2019       |                            |                     |
| Équipe                     | Stade                      | Ville               |
| Poule Nord                 |                            |                     |
| Blue Bulls                 | Loftus Versfeld            | Pretoria            |
| Falcons                    | Barnard Stadium            | Kempton Park        |
| Golden Lions               | Ellis Park Stadium         | Johannesbourg       |
| Griffons                   | North West Stadium         | Welkom              |
| Griqualand West Griquas    | Griquas Park               | Kimberley           |
| Léopards                   | Olën Park                  | Potchefstroom       |
| Pumas                      | Mbombela Stadium           | Nelspruit           |
| Welwitschias               | Hage Geingob Stadium       | Windhoek            |
| Poule Sud                  |                            |                     |
| Boland Cavaliers           | Boland Stadium             | Wellington          |
| Border Bulldogs            | Buffalo City Stadium       | East London         |
| Eastern Province Elephants | Nelson Mandela Bay Stadium | Port Elizabeth      |
| Free State Cheetahs        | Free State Stadium         | Bloemfontein        |
| Natal Sharks               | Kings Park Stadium         | Durban              |
| SWD Eagles                 | Outeniqua Park             | George              |
| Western Province           | Newlands Stadium           | Le Cap              |
| Zimbabwe Academy           | Phil Herbstein Field       | Constantia (Le Cap) |

## Palmarès
| Date | Vainqueur               | Score   | Finaliste               |
| ---- | ----------------------- | ------- | ----------------------- |
| 2017 | Western Province        | 28 - 19 | Griqualand West Griquas |
| 2018 | Pumas                   | 32 - 30 | Griqualand West Griquas |
| 2019 | Griqualand West Griquas | 28 - 13 | Pumas                   |